# Elachiptera coniotrigona
Elachiptera coniotrigona är en tvåvingeart som beskrevs av Oswald Duda 1933. Elachiptera coniotrigona ingår i släktet Elachiptera och familjen fritflugor. Inga underarter finns listade i Catalogue of Life.